# Dynamite!! 2008
Dynamite!! 2008 fue un evento anual de kickboxing y artes marciales mixtas organizado entre K-1 y DREAM en Nochevieja, el miércoles 31 de diciembre de 2008 celebrado en el Saitama Super Arena en Saitama, Japón. El evento contó con once combates bajo las reglas de DREAM en diversas clases de peso, cuatro combates con reglas de K-1 y el torneo inaugural sub-18 K-1 Koshien.

## Resultados[2]
- Combate inaugural, reglas de K-1, Torneo K-1 Koshien sub-18 – Combate de reservas:

 Taishi Hiratsuka vs.  Daizo Sasaki
Hiratsuka derrotó a Sasaki por KO en el minuto 1:00 del segundo asalto.
- Combate #1, reglas de DREAM, peso mediano:

 Ikuhisa Minowa vs.  Errol Zimmerman
Minowa derrotó a Zimmerman por sumisión (toe hold) en el minuto 1:01 del primer asalto.
- Combate #2, reglas de K-1, Torneo K-1 Koshien sub-18 – Semifinal:

 Ryuya Kusakabe vs.  Koya Urabe
Urabe derrotó a Kusakabe por TKO (el médico detuvo el combate) en el minuto 2:29 del tercer asalto.
- Combate #3, reglas de K-1, Torneo K-1 Koshien sub-18 – Semifinal:

 HIROYA vs.  Shota Shimada
HIROYA derrotó a Shimada mediante decisión unánime, 3–0 (30–29, 30–29, 30–29).
- Combate #4, reglas de K-1, peso semimedio:

 Yoshihiro Sato vs.  Artur Kyshenko
Kyshenko derrotó a Sato mediante decisión, 2–0 (30–29, 29–28, 29–29).
- Combate #5, reglas de DREAM, peso pluma:

 Hideo Tokoro vs.  Daisuke Nakamura
Nakamura derrotó a Tokoro por sumisión (armbar) en el minuto 2:23 del primer asalto.
- Combate #6, reglas de DREAM, peso semimedio:

 Yukio Sakaguchi vs.  Andy Ologun
Ologun derrotó a Sakaguchi por KO (puños) en el minuto 3:52 del primer asalto.
- Combate #7, reglas de K-1, Torneo K-1 Koshien sub-18 – Final:

 HIROYA vs.  Koya Urabe
HIROYA derrotó a Urabe mediante decisión unánime en un asalto extra, 3–0.
- Combate #8, reglas de DREAM, peso pesado:

 Bob Sapp vs.  Kinniku Mantaro (Akihito Tanaka)
Sapp derrotó a Kinniku por TKO (puños) en el minuto 5:22 del primer asalto.
- Combate #9, reglas de DREAM, peso pesado:

 Mighty Mo vs.  Semmy Schilt
Schilt derrotó a Mo por sumisión (Sankaku-jime) en el minuto 5:31 del primer asalto.
- Combate #10, reglas de DREAM, peso semimedio:

 Hayato "Mach" Sakurai vs.  Katsuyori Shibata
Sakurai derrotó a Shibata por TKO (el árbitro detuvo el combate) en el minuto 7:02 del primer asalto.
- Combate #11, reglas de K-1, peso semimedio:

 Tatsuya Kawajiri vs.  Kozo Takeda
Kawajiri derrotó a Takeda por KO en el minuto 2:37 del primer asalto.
- Combate #12, reglas de K-1, peso pesado:

 Alistair Overeem vs.  Badr Hari
Overeem derrotó a Hari por KO (gancho de derecha) en el minuto 2:07 del primer asalto.
- Combate #13, reglas de DREAM, peso pesado:

 Mirko Filipović vs.  Hong Man Choi
Filipović derrotó a Choi por TKO (patadas) en el minuto 6:32 del primer asalto.
- Combate #14, reglas de K-1, peso pesado:

 Musashi vs.  Gegard Mousasi
Mousasi derrotó a Musashi por TKO (el árbitro detuvo el combate) en el minuto 2:32 del primer asalto.
- Combate #15, reglas de DREAM, peso pesado:

 Melvin Manhoef vs.  Mark Hunt
Manhoef derrotó a Hunt por KO (puños) en el minuto 0:18 del primer asalto.
- Combate #16, reglas de DREAM, por el campeonato WAMMA de peso ligero:

 Eddie Alvarez vs.  Shinya Aoki
Aoki derrotó a Alvarez por sumisión (heel hook) en el minuto 1:32 del primer asalto proclamándose primer campeón del campeonato WAMMA de peso ligero.
- Combate principal, reglas de DREAM, peso mediano:

 Kazushi Sakuraba vs.  Kiyoshi Tamura
Tamura derrotó a Sakuraba mediante decisión unánime, 3–0 (20–18, 20–18, 20–18).

### Combates cancelados
- En un principio estaba programado un combate entre Mark Hunt y Jérôme Le Banner pero Le Banner tuvo que retirarse unos días antes del evento. Melvin Manhoef reemplazó a Le Banner en ese combate.
- Había un combate programado entre Joachim Hansen y JZ Calvancante pero el encuentro fue cancelado el mismo día del evento debido a que Hansen sufrió una lesión en la cabeza durante los entrenamientos debido a la cual no pasó el reconocimiento médico.[3]

## Emisión
En Japón parte del evento fue transmitido en abierto por Tokyo Broadcasting System durante cuatro horas y el evento completo fue transmitido mediante pago por visión. A diferencia del evento del año anterior, Dynamite!! no autorizó su emisión en Estados Unidos.

## Conferencia de prensa previa
El 18 de octubre de 2008 el FEG celebró una conferencia de prensa para promocionar el evento. Aunque no se anunciaron los enfrentamientos varios combatientes estuvieron presentes y el FEG confirmó que más participantes serían anunciados en fechas posteriores. Los luchadores presentes en la conferencia fueron Joachim Hansen, Hayato Sakurai, Kazushi Sakuraba, Yuichi Nakanishi, Musashi, Shinya Aoki, Tatsuya Kawajiri, Mitsuhiro Ishida, Masakazu Imanari, Atsushi Yamamoto, Takeshi Yamazaki, Ikuhisa Minowa, Seichi Ikemoto, Kiyoshi Tamura, Yoshihiro Sato, Yasuhiro Kido, Mirko Filipović y Kuniyoshi Hironaka.